# Stanley Johnson
Stanley Herbert Johnson Jr. (Anaheim, 29 de maio de 1996) é um jogador norte-americano de basquete que atualmente joga no Utah Jazz da NBA.
Ele disputou uma temporada de basquete universitário pela Universidade do Arizona antes de ser selecionado pelo Detroit Pistons como a oitava escolha geral do Draft da NBA de 2015.

## Carreira no ensino médio
Nascido em Fullerton, Califórnia, Johnson foi um dos principais recrutas do ensino médio de 2014 pela Rivals.com, Scout.com e ESPN. 
Ele foi quatro vezes campeão estadual da CIF na Mater Dei High School. Ele jogou no McDonald's All-American Boys Game de 2014, no Jordan Brand Classic de 2014 e no Nike Hoop Summit de 2014.
| Nome | Cidade natal                                    | Escola                | Altura | Peso   | Data                   |
| --- | ----------------------------------------------- | --------------------- | ------ | ------ | ---------------------- |
| Stanley Johnson PF | Santa Ana, CA                                   | Mater Dei High School | 2,02 m | 108 kg | 15 de Novembro de 2013 |
| Stanley Johnson PF | Recrutamento : Scout.com : Rivais : ESPN grade: |                       |        |        |                        |
| - Nota : Em muitos casos, Scout, Rivals, 247Sports e ESPN podem entrar em conflito em suas listas de altura e peso, nestes casos, a média foi obtida. - Fonte: |                                                 |                       |        |        |                        |

## Carreira universitária
Como um calouro na Universidade do Arizona na temporada de 2014-15, Johnson foi eleito pra Primeiro-Equipe All-Pac-12 e foi nomeado Novato do Ano da Pac-12. Ele foi titular em 37 dos 38 jogos dos Wildcats, tendo médias de 13,8 pontos, 6,5 rebotes, 1,7 assistências e 1,5 roubos de bola em 28,4 minutos por jogo.
Em 23 de abril de 2015, Johnson se declarou para o Draft da NBA, renunciando aos três anos restantes de elegibilidade na faculdade.

## Carreira profissional

### Detroit Pistons (2015–2019)
Em 25 de junho de 2015, ele foi selecionado pelo Detroit Pistons como a oitava escolha geral do Draft da NBA de 2015. Em sua estréia pelo Pistons em 27 de outubro, ele registrou sete pontos, quatro rebotes e três assistências na vitória por 106-94 sobre o Atlanta Hawks.
Em 9 de novembro, ele registrou 20 pontos e sete rebotes na derrota por 109-95 para o Golden State Warriors. Em 4 de fevereiro, quando foi titular no lugar de Kentavious Caldwell-Pope, Johnson marcou 22 pontos em uma vitória por 111-105 sobre o New York Knicks.
Em dezembro de 2016, Johnson jogou um jogo com o Grand Rapids Drive da D-League. Em 8 de março de 2017, ele marcou 17 pontos em uma derrota por 115-98 para o Indiana Pacers. Em 30 de janeiro de 2018, ele marcou 26 pontos em uma vitória de 125-114 sobre o Cleveland Cavaliers. Em 9 de novembro de 2018, ele marcou 22 pontos em uma vitória por 124-109 sobre o Atlanta Hawks.

### New Orleans Pelicans (2019)
Em 7 de fevereiro de 2019, Johnson foi adquirida pela New Orleans Pelicans em uma troca de três equipes envolvendo os Pistons e o Milwaukee Bucks.

### Toronto Raptors (2019 – Presente)
Em 11 de julho de 2019, Johnson assinou com o Toronto Raptors.
Em 14 de agosto de 2020, Johnson marcou 23 pontos, o recorde da temporada, contra o Denver Nuggets em uma vitória de 117-109.
Os Raptors chegou à pós-temporada e conseguiu chegar à segunda rodada dos playoffs de 2020; a primeira vez na carreira de Johnson que ele avançou para a segunda rodada. Eles perderam para o Boston Celtics em 7 jogos.

## Estatísticas

### NBA

#### Temporada regular
| Ano      | Equipe      | PJ  | PT | MPJ  | AP   | 3P   | LL   | RT  | AS  | BR  | TO | PPJ |
| -------- | ----------- | --- | -- | ---- | ---- | ---- | ---- | --- | --- | --- | -- | --- |
| 2015–16  | Detroit     | 73  | 6  | 23.1 | .375 | .307 | .784 | 4.2 | 1.6 | .8  | .2 | 8.1 |
| 2016–17  | Detroit     | 77  | 1  | 17.8 | .353 | .292 | .679 | 2.5 | 1.4 | .7  | .3 | 4.4 |
| 2017–18  | Detroit     | 69  | 50 | 27.4 | .375 | .286 | .772 | 3.7 | 1.6 | 1.4 | .2 | 8.7 |
| 2018–19  | Detroit     | 48  | 7  | 20.0 | .381 | .282 | .804 | 3.6 | 1.3 | 1.0 | .3 | 7.5 |
| 2018–19  | New Orleans | 18  | 0  | 13.7 | .418 | .324 | .692 | 2.3 | 1.6 | .7  | .1 | 5.3 |
| 2019–20  | Toronto     | 25  | 0  | 6.0  | .373 | .292 | .563 | 1.5 | .8  | .2  | .2 | 2.4 |
| Carreira | Carreira    | 310 | 64 | 18.0 | .379 | .297 | .715 | 2.9 | 1.3 | .7  | .2 | 6.0 |

#### Playoffs
| Ano      | Equipe   | PJ | PT | MPJ  | AP   | 3P   | LL    | RT  | AS  | BR | TO | PPJ |
| -------- | -------- | -- | -- | ---- | ---- | ---- | ----- | --- | --- | -- | -- | --- |
| 2016     | Detroit  | 4  | 0  | 20.3 | .522 | .600 | 1.000 | 4.0 | .0  | .3 | .0 | 8.0 |
| 2020     | Toronto  | 3  | 0  | 6.7  | .445 | .400 | 1.000 | 1.3 | 2.0 | .0 | .0 | 4.3 |
| Carreira | Carreira | 7  | 0  | 13.5 | .483 | .500 | 1.000 | 2.6 | 1.0 | .1 | .0 | 6.1 |

### Universidade
| Ano     | Time    | PJ | MPJ  | AP   | 3P   | LL   | RT  | AS  | BR  | TO | PPJ  |
| ------- | ------- | -- | ---- | ---- | ---- | ---- | --- | --- | --- | -- | ---- |
| 2014–15 | Arizona | 38 | 28.4 | .446 | .371 | .742 | 6.5 | 1.7 | 1.5 | .4 | 13.8 |

Fonte:

## Carreira na seleção
Johnson ganhou medalhas de ouro na Copa América Sub-16 de 2011, no Campeonato Mundial Sub-17 de 2012 e na Copa América Sub-18 de 2014. Johnson foi o capitão da equipe de 2014 e ganhou o prêmio de MVP do torneio de 2014.

## Vida pessoal
Johnson nasceu em Anaheim, Califórnia, filho de Karen Taylor e Stanley Johnson Sênior. Seus pais se divorciaram e seu pai se casou novamente. Johnson era o único filho do casal e foi criado por sua mãe em Fullerton. Sua mãe jogou basquete universitário pela Jackson State, onde foi introduzida no Hall da Fama dos Esportes em 2009; ela também jogou profissionalmente na Europa.